# Schubmieren
De schubmieren (Formicinae) vormen een onderfamilie van mieren. De twee voornaamste onderfamilies in Nederland en België zijn de knoopmieren (Myrmicinae), die gekenmerkt worden door twee "knopen" tussen borststuk en achterlijf, en de schubmieren, die gekenmerkt wordt door een enkele "schub" (petiole) tussen borststuk en achterlijf. De schubmieren zijn ook de meest voorkomende onderfamilie in koudere streken, als bijvoorbeeld Scandinavië, waar mierenhopen soms wel tot drie meter hoog kunnen worden.
Het bijzondere aan de schubmieren is dat veel soorten relatief complexe gedragingen vertonen, zoals het houden van bladluizen in een boom of struik en ze beschermen tegen bijvoorbeeld lieveheersbeestjes door met mierenzuursporen gebieden af te bakenen met als doel de suikerrijke afscheiding van de luizen letterlijk te kunnen melken. Zelfs brengen sommige soorten de luizen ondergronds waar ze ze voeren. Dit is waarschijnlijk de enige vorm van veeteelt die bekend is, naast die van mensen.
Ook zijn er een aantal soorten die leven van slavernij. De koningin van deze soorten (bijvoorbeeld de bloedrode roofmier, Formica sanguinea) is vaak niet goed in staat zelf een kolonie te stichten, maar ze probeert een reeds bestaande kolonie (van bijvoorbeeld de grauwzwarte mier, Formica fusca) binnen te dringen, de aanwezige koningin te doden en haar rol als hoofd van de kolonie over te nemen. Ze begint dan werksters van haar eigen soort te produceren, die niet werken, maar alleen geschikt zijn om op rooftocht bij andere kolonies van de slavensoort te gaan om poppen te stelen. Alleen op deze manier kunnen ze het aantal werksters dat daadwerkelijk huishoudelijke taken uitvoert op peil houden.
Het bekendste geslacht is Formica (Latijn voor mier), waarvan ook het woord formicarium is afgeleid; een terrarium voor mieren. Een formicarium bestaat meestal uit twee grote glazen platen die ongeveer 5 centimeter uit elkaar staan en waarin de mieren vanzelf tunnels en kamers gaan graven. Men dient altijd met een koningin te beginnen omdat deze als enige in staat is nieuwe werksters te produceren en zodoende de kolonie in leven te houden. Blinde mierensoorten zijn het geschiktst, omdat ze uiteraard niet op licht reageren en zich niet laten storen door het veranderende dag en nachtritme van de mens. Toch leven de meeste koninginnen, de levensbron van ieder nest, slechts enkele jaren waarna het nest snel uitsterft.

## Taxonomie
De schubmieren worden in de volgende geslachtengroepen en geslachten onderverdeeld.
- Camponotini[2][3]
  - Calomyrmex Emery, 1895
  - Camponotus Mayr, 1861
  - †Chimaeromyrma Dlussky, 1988
  - Colobopsis Mayr, 1861
  - Dinomyrmex Ashmead, 1905
  - Echinopla Smith, 1857
  - Forelophilus Kutter, 1931
  - Opisthopsis Dalla Torre, 1893
  - Overbeckia Viehmeyer, 1916
  - Phasmomyrmex Stitz, 1910
  - Polyrhachis Smith, 1857
  - †Pseudocamponotus Carpenter, 1930
- Formicini
  - Alloformica Dlussky 1969
  - Bajcaridris Agosti, 1994
  - Formica Linnaeus, 1758 - Grote schubmieren
  - Polyergus Latreille, 1804 - Amazonemieren
  - Rossomyrmex Arnoldi, 1928
  - Melophorus Lubbock, 1883
  - Notostigma Emery, 1920
  - Oecophylla Smith, 1960 - Wevermieren
- Gesomyrmecini
  - Gesomyrmex Mayr, 1868

- Lasiini
  - Acropyga Roger, 1862
  - Anoplolepis Santschi, 1914
  - Cladomyrma Wheeler, 1920
  - Lasiophanes Emery, 1895
  - Lasius Fabricius, 1804 - Kleine schubmieren
  - Myrmecocystus Wesmael, 1838
  - Prolasius Forel, 1892
  - Stigmacros Forel, 1905
  - Teratomyrmex McAreavy, 1957
- Myrmecorhynchini
  - Myrmecorhynchus Andre, 1896
  - Notoncus Emery, 1895
  - Pseudonotoncus Clark, 1934
- Myrmoteratini
  - Myrmoteras Forel, 1893
- Plagiolepidini
  - Agraulomyrmex Prins, 1983
  - Aphomomyrmex Emery, 1899
  - Brachymyrmex Mayr, 1868
  - Bregmatomyrma Wheeler, 1929
  - Euprenolepis Emery, 1906
  - Lepisiota Santschi, 1926
  - Myrmelachista Roger, 1863
  - Paratrechina Motschoulski, 1863
  - Petalomyrmex Snelling, 1979